# 釋道冲
釋道冲（1169年—1250年），字癡絕，武信長江人，俗姓荀，為南宋臨安徑山寺沙門，禪宗六祖惠能大鑑禪師下第二十世孫，禪門高僧。

## 生平
道冲法師出家後首先參謁饒州薦福曹源道生禪師，大悟禪門玄旨，法師悟後入世弘法，住持嘉禾天寧寺，後遷錫蔣山雪峰寺，又奉旨主持四明天童寺三年，再奉詔補靈隱寺住持位。當時，京兆尹興建法華寺，特別上奏舉薦道冲法師為開山住持，然准奏後法師未前往赴任。宋理宗時降旨，命法師主持杭州雙徑寺。法師逐對徒眾說：「不赴法華則不信，違徑山之命則不恭，既失恭與信，何以為後學法。」於是法師先至法華寺開堂說法，月餘後領旨登徑山主持雙徑寺。
宋理宗淳祐十年（1250年），法師在圓寂前仍誨人不倦，手記自己得法證道因緣，上堂為弟子們說法後向大眾辭假，回到方丈室囑咐後事，是日夜裡盤腿正坐與眾論道後，坐化圓寂，世壽八十二歲，僧臘六十一。荼毘 後拾得許多晶瑩剔透的舍利子，弟子們將法師舍利分塔供於二處，一處供在菖蒲田玉芝菴，一處供在金陵玉山菴。

## 法嗣

### 師長
- 曹源道生

### 弟子
- 北山隆
- 正心叟
- 此山應
- 頑極行彌
- 簡翁居敬
- 月潭智圓